# Louis-Nicolas Flobert
Louis Nicholas Auguste Flobert (1819 Paris, Reino da França — 1894 Gagny, República Francesa), foi um armeiro, inventor, fabricante de munições e armas de fogo e empresário francês. 
Flaubert foi o inventor do primeiro cartucho metálico de fogo circular, em 1845, o que foi uma grande inovação na tecnologia de munição para armas de fogo, uma vez que, anteriormente, as balas e a pólvora eram fornecidas separadamente, sendo adequadas às antecargas, tipo de armas de fogo cujo carregamento se dá pela introdução do propelente e do projétil na "boca" do cano da arma de fogo).  
O cartucho de fogo circular inventado por Flobert combinava ambos os elementos (propelente e projétil) em um único cartucho metálico (em geral, latão) contendo uma espoleta, pólvora e uma bala, em um único pacote ou recipiente à prova de intempéries. Antes disso, um "cartucho" era simplesmente uma quantidade preestabelecida de pólvora juntamente com uma bala, em um pequeno saco de tecido (ou cilindro de papel enrolado), que também servia como enchimento para a carga de pólvora e a bala. 

## Biografia
Flobert fabricou armas esportivas populares que eram usadas como atividade de lazer em salões e quartos de cavalheiros. Por volta de 1845, Flobert combinou cápsulas de percussão padrão com uma pequena bala redonda de 6 mm para criar um cartucho (cápsula Flobert de 6 mm ou .22 BB). Não havia carga propulsora extra de pólvora preta; O projétil só foi acelerado pela espoleta da espoleta. Mas inicialmente o sistema não era eficaz porque a espoleta escorregava para dentro do cano e não havia um contra-apoio estável contra o qual o martelo pudesse pressionar a espoleta. É por isso que Flobert comprimiu o primer de modo que uma borda fosse criada na parte inferior. Isso permitiu que o estojo do cartucho repousasse sobre o cano sem escorregar para dentro dele e a borda do cano formava um contra-apoio estável para acender a espoleta. Flobert solicitou sua patente em 1846, mas ela só foi concedida em 23 de maio de 1849.[3][4] Mais tarde, a munição Flobert também foi oferecida em calibres de 4 mm e 9 mm, com os 9 mm também sendo parcialmente cartuchos de espingarda.[5] 
Ele usou essa munição de baixo desempenho nas armas Flobert que ele projetou. Ele desenvolveu um fecho de aba para essas armas. Após o cão ser armado, a aba de travamento podia ser aberta para cima usando uma alavanca de polegar. Isso liberou a câmara do cartucho e o cartucho pôde ser empurrado para dentro. Após fechar a aba da culatra, a arma estava pronta para disparar.[6]  
Durante a Exposição Industrial de Londres em 1851, Flobert teve a oportunidade de apresentar suas invenções. Entretanto, ele estava obcecado por suas armas de salão e não reconheceu o grande potencial de sua munição. Ao contrário de Flobert, os armeiros americanos Horace Smith e Daniel Baird Wesson, que também estavam na exposição industrial, reconheceram a importância do novo cartucho. Como a patente de Flobert era válida apenas na França, a Smith & Wesson pôde solicitar uma patente semelhante nos Estados Unidos em 1854. Este foi, por assim dizer, o sinal de partida para a empresa Smith & Wesson como um fabricante bem-sucedido de armas de fogo e, em geral, para o avanço dos cartuchos de metal na tecnologia de armas.[3] 

## A maior invenção

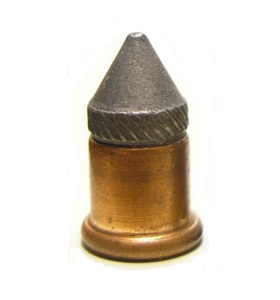
Um "cartucho Flobert" com projétil de ponta cônica.

Ele inventou o primeiro cartucho de fogo circular metálico integrado em 1845. Essa foi a maior inovação em munição de armas de fogo, que na época, usavam balas separadas da pólvora. O "cartucho Flobert" consistia de um estojo de latão, contendo uma espoleta de percussão, e uma quantidade de ar que ficava comprimido quando a bala era pressionada contra o estojo, criando um conjunto a prova d`água. Antes disso, um "cartucho", era apenas uma quantidade de pólvora espremida junto com uma bala, enrolados num pedaço de tecido ou papel encerados com algum impermeabilizante natural.

## Utilização
O motivo do cartucho original de Flobert não usar pólvora e ser de calibres tão pequenos, foi primordialmente, o fato do mercado para o qual ele foi destinado, ser o de competições de salão, onde não havia necessidade de muita potência e o baixo nível de ruído era uma necessidade.

## Os calibres

### 6mm Flobert

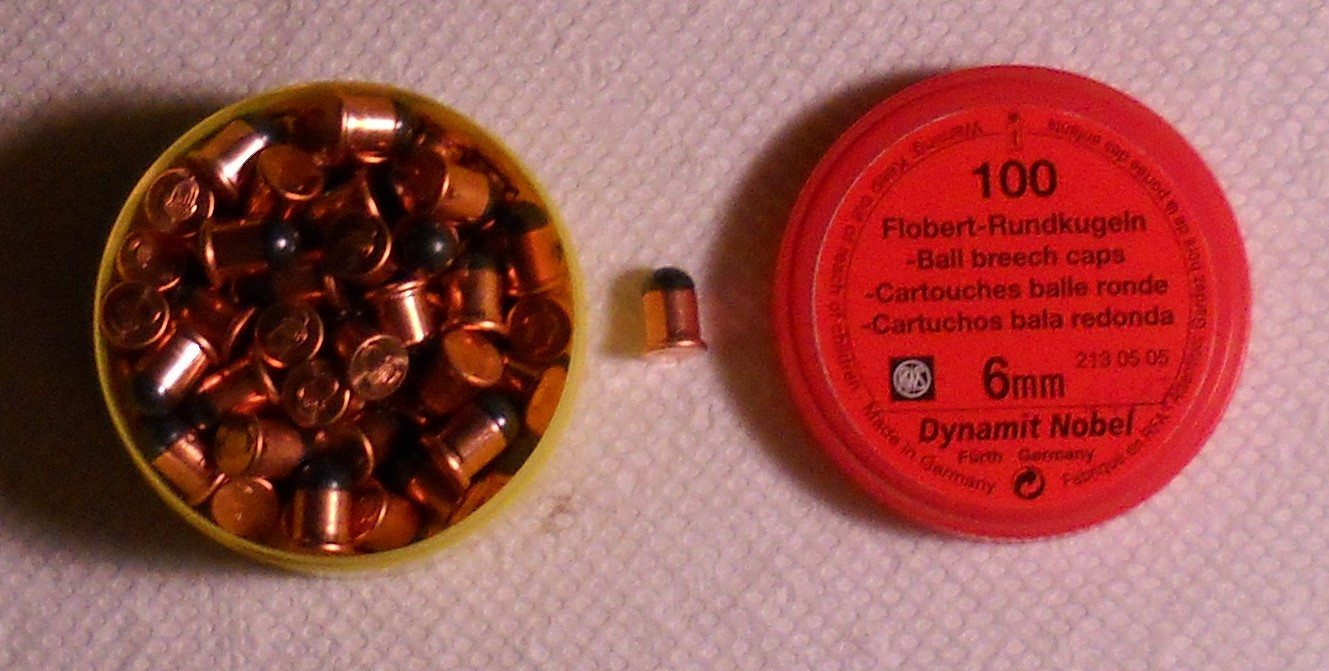
Um Flobert de 6mm ou .22 BB Cap, com embalagem.

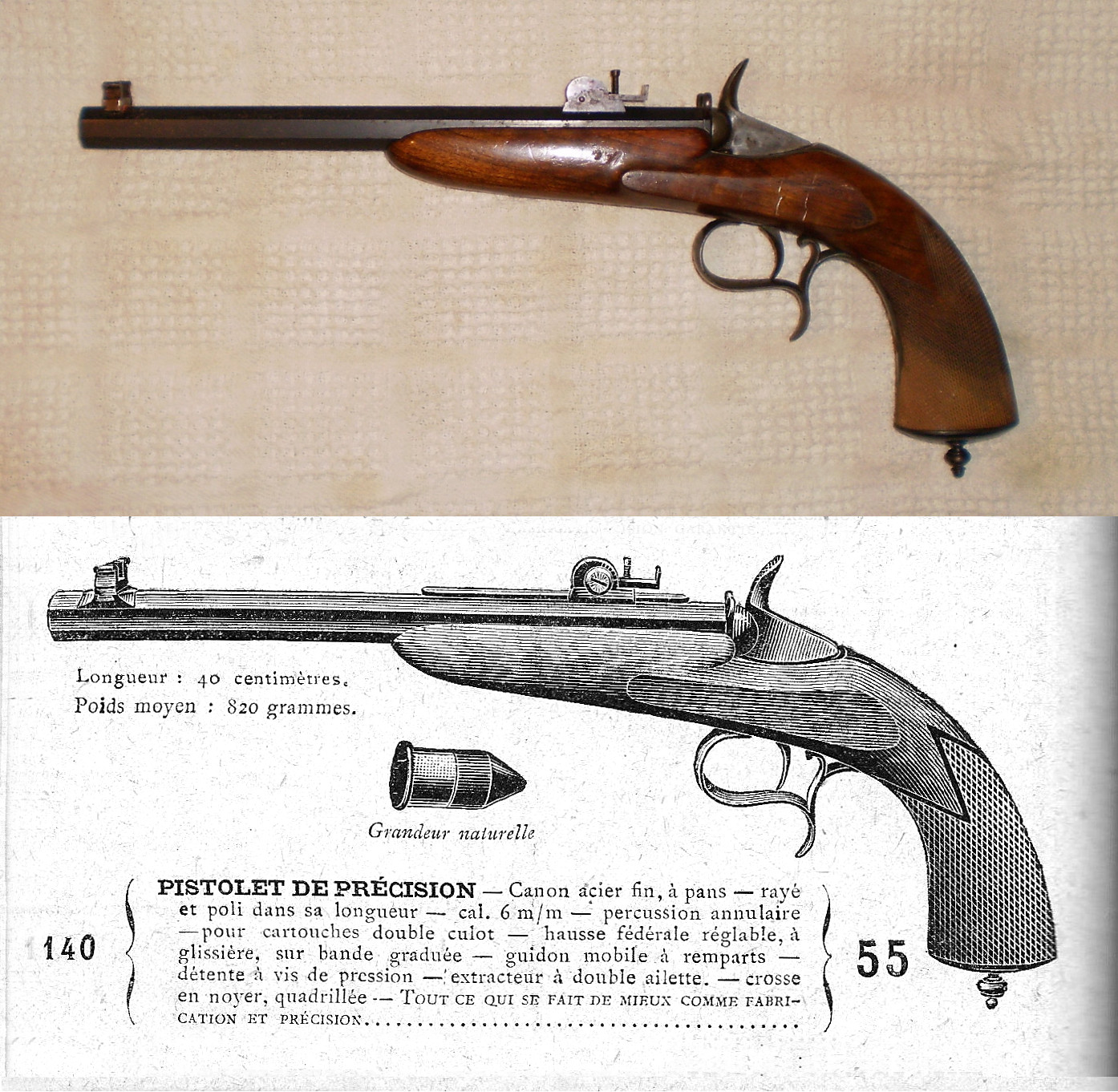
Pistola Flobert de 6mm, com sua descrição no catálogo do fabricante Manufacture Française d'Armes et de Cycles de Saint Étienne de 1912.

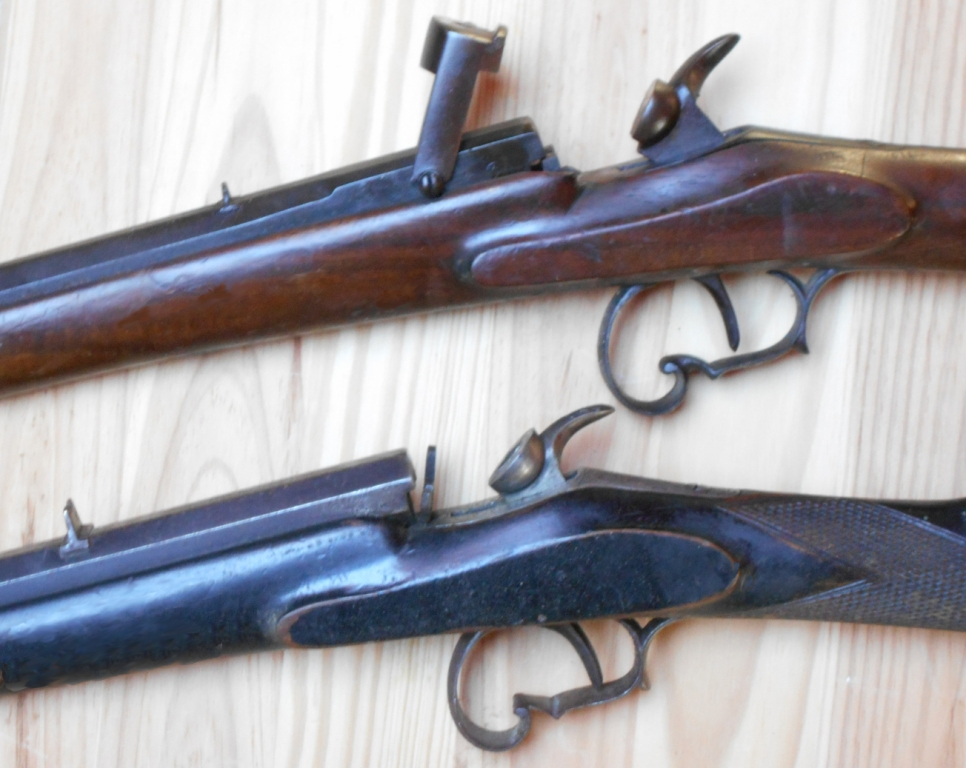
Dois fifles Flobert de 6mm.

O cartucho 6mm Flobert, consistia basicamente de uma espoleta de percussão de mosquete, com um projétil redondo inserido na ponta do seu estojo. 
Esses cartuchos não continham nenhuma pólvora. A única substância propelente contida no cartucho era o da espoleta de percussão. 
Na Europa, o .22 BB Cap (introduzido em 1845), e o pouco mais potente .22 CB Cap (introduzido em 1888) foram ambos chamados de "6mm Flobert", e são considerados o mesmo cartucho. Esses cartuchos, têm uma relativamente baixa velocidade de saída do cano, de cerca de 213 m/s a 244 m/s.
Além dos cartuchos, Flobert também criou o que ele chamou de: "parlor gun" (arma de salão) para esse calibre, sendo estas projetadas especificamente para "tiro ao alvo" dentro de salões e/ou galerias de tiro. 
As pistolas Flobert de 6mm, ficaram na moda em meados do século 19; elas eram tipicamente pistolas de tiro único, com canos compridos e pesados.

### 9mm Flobert
O cartucho 9mm Flobert, em armas com canos de alma lisa, eram muito usados na Europa, por jardineiros e fazendeiros para controle de pestes, 
sem maiores restrições, mesmo em países com leis de controle de armas muito restritas. 
Essas armas de jardim são armas de curtíssimo alcance que fazem pouco estrago a mais de 13 a 18 metros, e são relativamente silenciosos quando disparados com cartuchos com esferas, comparados com as munições padrão. 
Elas eram especialmente efetivas em celeiros e galpões, pois não faziam buracos no teto ou nas paredes, ou mais importante: não causavam ferimentos graves no gado com um ricochete. Eles também são usados em controle de pestes em aeroportos, armazéns, abatedouros, etc.
O cartucho "9mm Flobert", pode disparar uma única bala, mas o uso mais frequente é feito com carga de algumas esferas ("bagos"), semelhante ao cartucho de escopeta. 
Sua potência e alcance, são muito limitados, fazendo-o muito conveniente para o "controle de pestes". 
O cartucho "9 mm Flobert" fabricado pela Fiocchi Munizioni, usa uma espoleta com estojo de latão de 1,75 polegadas, com uma carga de 7,2 gramas de "bagos" #8, a velocidade de 183 m/s.

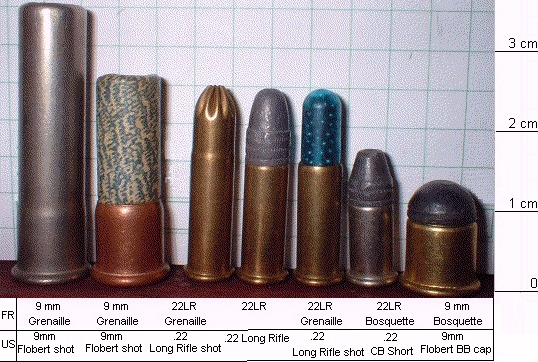
9mm Flobert shot, 9mm Flobert shot, .22 Long Rifle shot, .22 Long Rifle, .22 Long Rifle shot, .22 CB Short, e 9mm Flobert BB cap
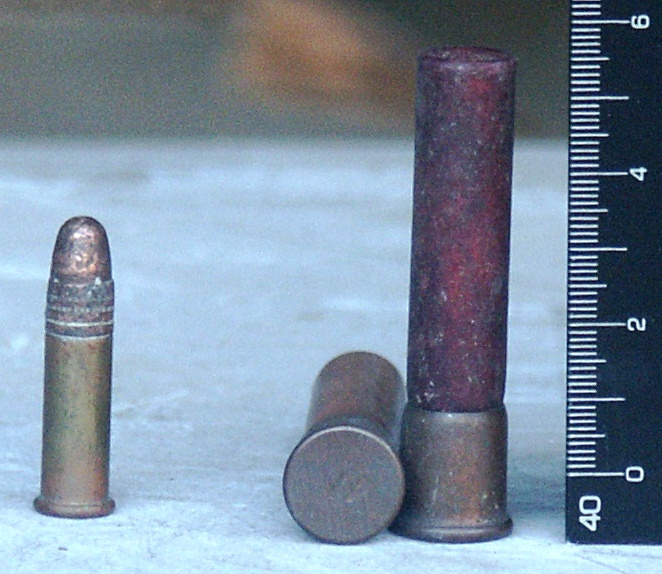
Um cartucho 9 mm Flobert shot com um .22 long rifle para comparação